# Hwang Young-cho
Hwang Young-cho (Corea del Sur, 22 de marzo de 1970) es un atleta surcoreano retirado, especializado en la prueba de maratón en la que llegó a ser medallista de Oro olímpico en 1992.

## Carrera deportiva
En los JJ. OO. de Barcelona 1992 ganó la medalla de Oro en la maratón, recorriendo los 42,195 km en un tiempo de 2:13:23 segundos, llegando a meta por delante del japonés Koichi Morishita y el alemán Stephan Freigang (bronce).